# الزي الرسمي لمعتقلي غوانتانامو

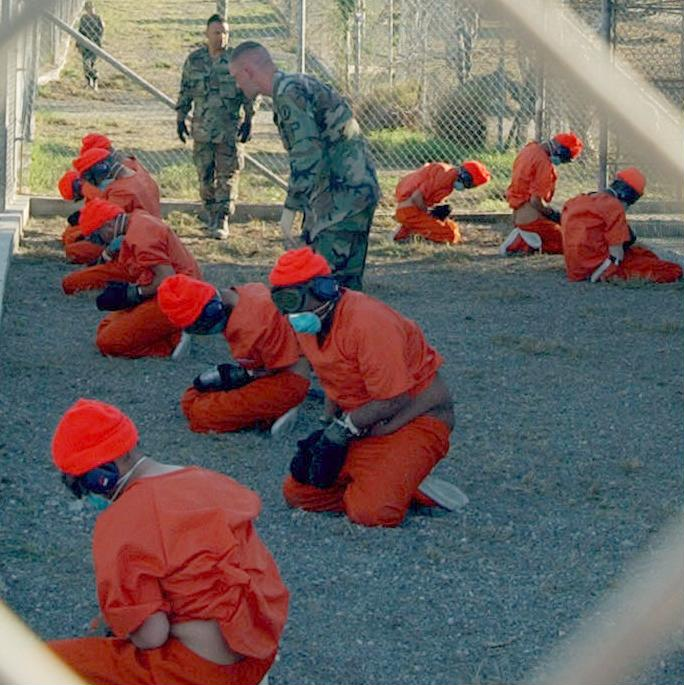
معتقلون يلبسون الزي البرتقالي في معسكر أشعة إكس في عام 2002

الزي الرسمي للمعتقلين  في مخيمات الاعتقال في خليج غوانتانامو عادةً ما يكون إما برتقالي أو أبيض، البرتقالي يلبسه المعتقلون الذين تسميهم الإدارة الأمريكية «غير مطاوعين» أي لا يستجيبون للأوامر أو اشتبكوا مع الحراس من قبل، والزي الأبيض للمعتقلين الذين تسميهم الإدارة الأمريكية «مطاوعون»، بينما يعتبر الزي البرتقالي هو الأشهر إعلاميًا. وعندما يُعرض المعتقلين على المحاكم واللجان العسكرية يكون صاحبو الزي البرتقالي مُعرضِّين لمزيد من الاعتقال، حيث أن يعتبر الزي البرتقالي نقطة في غير صالح المعتقل.
يعتبر الزي البرتقالي مرتبطًا بمعتقل غوانتانامو إعلاميًا وشعبيًا، فمثلًا قام تنظيم الدولة الإسلامية بإلباس الأسرى الأجانب لديها بالزي البرتقالي للدلالة على المعاملة بالمثل في إشارة لزي معتقلي غوانتانامو. كما قام عدد من الناشطين الحقوقيين باحتجاجات ضد الانتهاكات الحقوقية في المعتقل لابسين الزي البرتقالي تضامنًا مع المعتقلين،

## معرض صور

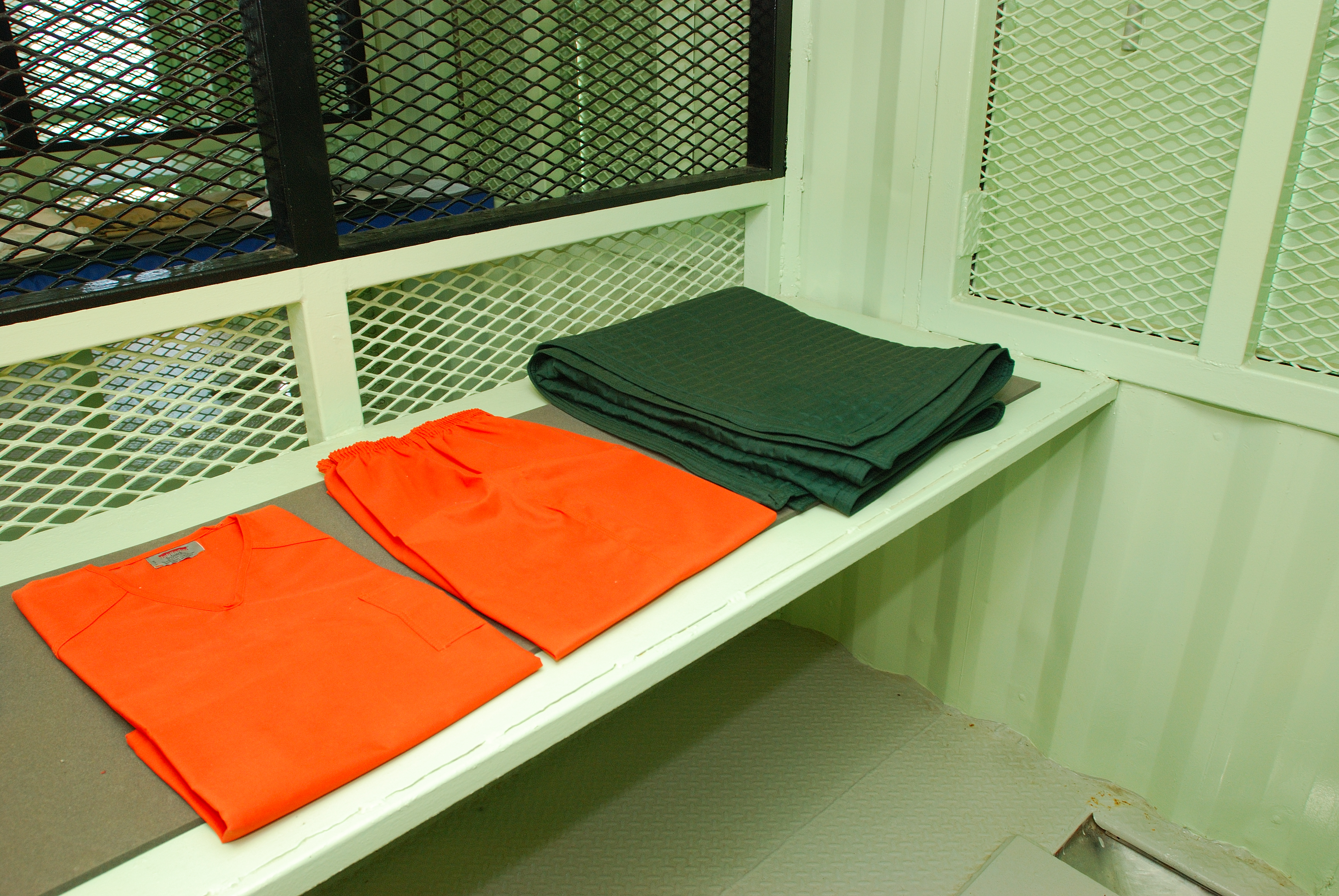
الزي البرتقالي في غرف المعتقلين.
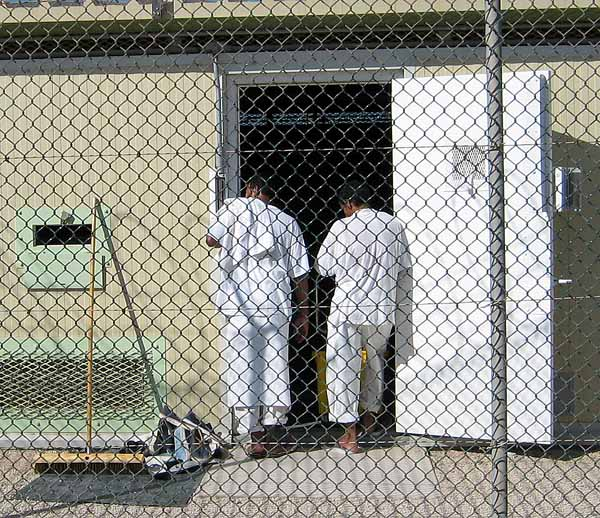
اثنين من المعتقلين يلبسون الزي الأبيض في مخيم 4.
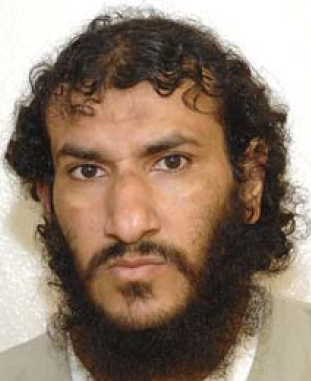
صورة عبد الرزاق محمد صالح المنجد المعتقل في غوانتانامو بزي مختلف (الصورة عبر ويكيليكس).
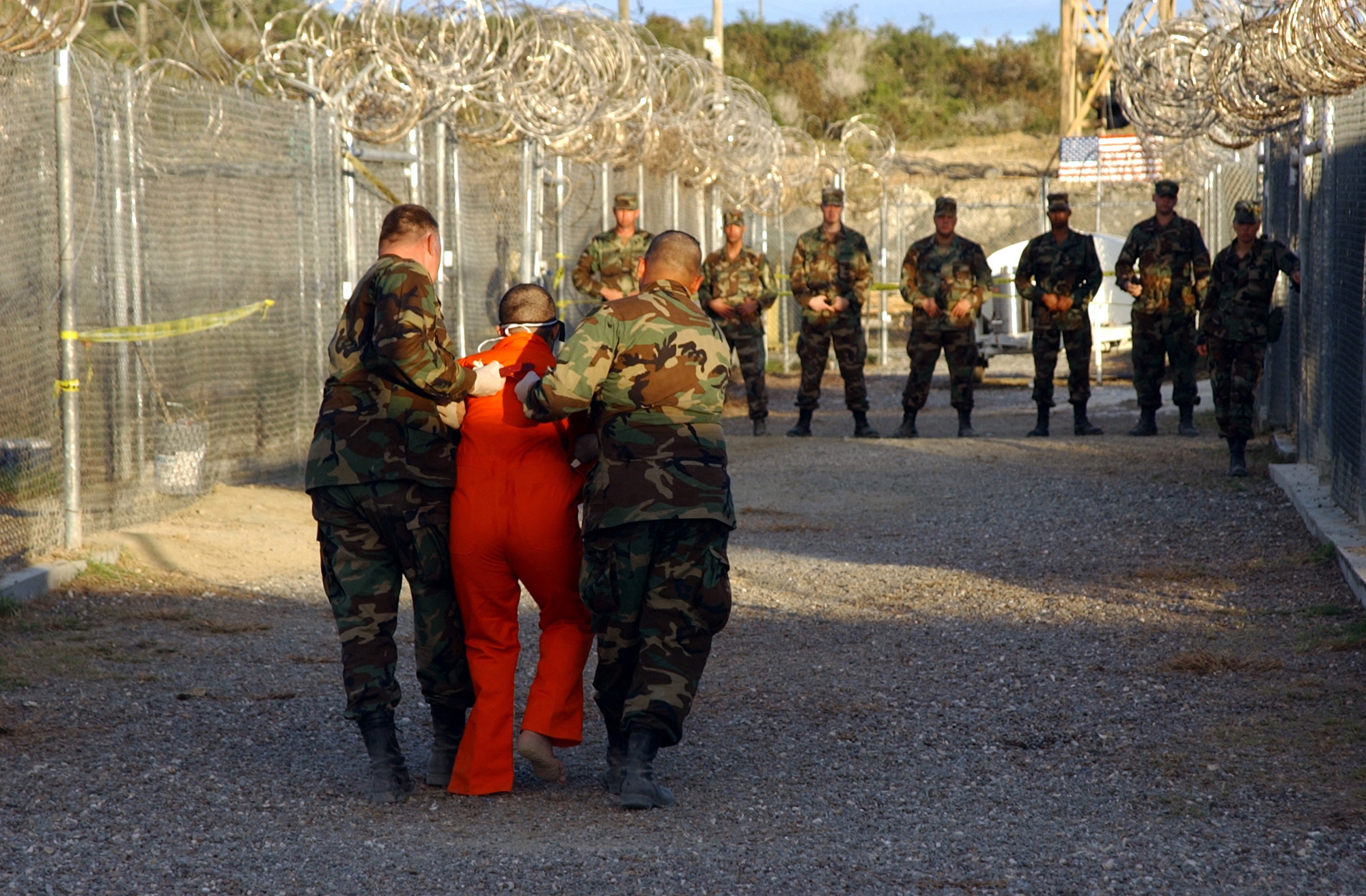
معتقل بالزي البرتقالي في مخيم أشعة إكس.
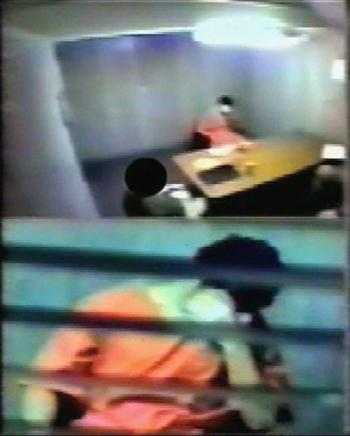
المععتقل الكندي عمر خضر أثناء عرضه على اللجان العسكرية مرتديًا الزي البرتقالي.